# مارك سايكس
العقيدُ والبُرَينُ السادس تَاتُن بِنْفِنُوتُو مارك سَيْكِس (1879–1919 مـ) مستشار سياسي ودبلوماسي وعسكري ورحالة بريطاني. كان مختصاً بشؤون الشرق الأوسط ومناطق سوريا الطبيعية خلال فترة الحرب العالمية الأولى. وقّع عام 1916 على اتفاقية سيكس-بيكو عن بريطانيا مع بيكو، عن فرنسا، لاقتسام مناطق النفوذ في أراضي الهلال الخصيب التابعة بمعظمها آنذاك للدولة العثمانية المتهاوية. شاركت روسيا القيصرية آنذاك في التصديق على الاتفاقية راغبة باقتسام مناطق نفوذ هي الأخرى قبل أن تسقط على يد الثورة البلشفية.

## النشأة
كان مارك الابن الوحيد للبرين الخامس تاتن سيكس من سيلدمير من زواج غير سعيد مع كريستينا كافيندش-بينتينك انتهى بتخلي تاتون عن زوجته مالياً وطلاقها عبر الصحف. عاش مارك متنقلاً بين والدته التي أقامت فيما بعد في لندن ومزرعة والده في يوركشاير الشرقية ومنزله في قصر سيلدمير. تحولت والدته فيما بعد للكاثوليكية وتبعها هو كذلك. سافر كثيراً مع والده لمناطق الشرق الأوسط ضمن الدولة العثمانية في صباه بالإضافة للهند ومصر والكاريبي والمكسيك وكندا والولايات المتحدة الأمريكية. عام 1897 جرى تجنيده في السرية الثالثة ضمن كتيبة يوركشاير للمشاة. درس في جامعة كامبردج وبعمر 25 نشر 4 كتب عن العسكرية وعن رحلاته للشرق الأوسط.

## التأثير
مثّل بريطانيا في محادثات اقتسام النفوذ مع فرنسا وروسيا في أراضي الإمبراطورية العثمانية في المشرق العربي والأناضول ووقع على اتفاقية سيكس-بيكو. أشارت بعض المصادر إلى دوره في إصدار وعد بلفور. بعد موته، اعتبرته الحركة الصهيونية على لسان ناحوم سوكولوف صديق حاييم وايزمان «سقط كالبطل إلى جانبنا..».

## الوفاة وما بعد الموت
كان مارك سيكسفي باريس عام 1919 يفاوض من أجل اتفاق سلام بعد الحرب العالمية الأولى ومات هناك بعمر 39 سنة في غرفته بالفندق متأثراً بجائحة الإنفلونزة الإسبانية المنشترة آنذاك. نقل رفاته لبيت عائلته في سيلدمير في يوركشير الشرقية ودفن هناك. لاحقا  في عام 2007، أي بعد 90 سنة من وفاته، سمح أحفاده للأطباء بنبش جثته وفتح كفنه لأخذ عينات من بقاياه كونه دُفن بتابوت من الرصاص إذ يُعتقد أن هذا سيحفظ فيروسات النزلة الإسبانية -الشبيهة بإنفلونزا الطيور- بشكل ملائم للبحث العلمي.

## روابط خارجية
- مارك سايكس على موقع الموسوعة البريطانية (الإنجليزية)